# Evangelický kostel (Slatiňany)
Evangelický kostel ve Slatiňanech je kostel Českobratrské církve evangelické. Nachází se v ulici T. G. Masaryka. Byl zbudován v roce 1935.

## Historie
První sbory na Chrudimsku po vyhlášení tolerančního patentu vznikly v Hradišti a ve Dvakačovicích. Chrudimský sbor vznikl v roce 1895, v roce 1897 byla založena jeho kazatelská stanice v Heřmanově Městci. Díky přestupovému hnutí přibyli evangelíci také ve Slatiňanech, díky čemuž vznikla v roce 1932 slatiňanská kazatelská stanice.
10. března 1935 byl položen základní kámen kostela a za pouhý půlrok (22. září) byl kostel slavnostně otevřen. K bohoslužbám sloužil takřka 90 let, k 31. prosinci 2023 byla ovšem slatiňanská kazatelská stanice zrušena a přestaly se tak sloužit bohoslužby, které se v posledních letech konaly jednou za měsíc a které navštěvovalo kolem 10 věřících. V současné době (2024) tak kostel neslouží k bohoslužebným účelům, ale konají se v něm občasné kulturní akce (literární čtení, koncerty).
Za druhé světové války byla v kostele ukryta vysílačka chrudimské skupiny odbojové organizace Petičního výboru Věrni zůstaneme (PVVZ). Přesunuta sem byla v létě 1941. Kostel sloužil i jako tajný úkryt zbraní a výbušnin do října 1941, kdy došlo k prozrazení úkrytu v důsledku zatýkání v síti PVVZ.